# Mateusz Skwarczek
Mateusz Skwarczek (ur. 1978) – polski fotograf.

## Życiorys
Z wykształcenia jest magistrem sztuki. Od 2006 jest fotoreporterem krakowskiego oddziału Gazety Wyborczej. Fotografował m.in. takie osoby jak: Anne Appelbaum, Michał Kempa, Jan Klata, Miłogost Reczek, Małgorzata Szutowicz, Monika Mamzeta, Jerzy Urban, Maciej Kot i Wojciech Kurtyka.  

## Nagrody
Nagrody:
- laureat konkursu Grand Press Photo (2011), pierwsze miejsce w kategorii Wydarzenia,
- laureat konkursu BZ WBK Press Photo (2015), trzecie miejsce w kategorii Portret i finalista tego konkursu w latach 2014 i 2015[1],
- laureat konkursu Grand Press Photo (2016), drugie miejsce w kategorii Portret Sesyjny[3].